# Novosadovi
Novosadovi (del ruso: Новосадовый) es un posiólok del raión de Abinsk del krai de Krasnodar en el sur de Rusia. Está situado en la frontera sur del raión (con el ókrug urbano de la ciudad de Gelendzhik), 36 km al sudeste de Abinsk y 70 km al suroeste de Krasnodar, la capital del krai. Tenía 18 habitantes en 2010.
Pertenece al municipio Jolmskoye.

## Historia

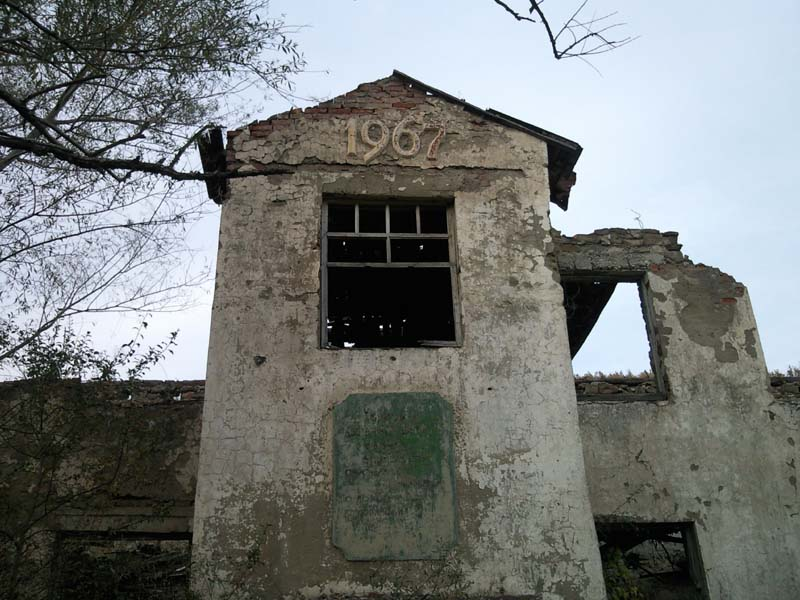
Imagen de la antigua prisión.

Cerca de esta localidad se halla una antigua prisión, actualmente cerrada en las últimas décadas. 